# SN 1969P
SN 1969P – supernowa odkryta 11 grudnia 1969 roku w galaktyce NGC 6946. Jej maksymalna jasność wynosiła 14,20m.